# Монкрифф, Джоанна
Джоанна Монкрифф (англ. Joanna Moncrieff) — английский психиатр, автор книг и научных публикаций. Теоретик и одна из основателей направления критической психиатрии. Известна последовательной критикой сложившихся практик в психофармакологии и злоупотреблений в сфере психиатрии.

## Биография
Закончила Ньюкаслский университет, где изучала медицину. Стала специализироваться в сфере психиатрии. Занималась психологической реабилитацией людей с тяжёлыми психическими расстройствами. Возглавила исследование по безопасным стратегиям сокращения и прекращения употребления нейролептиков, финансируемое Национальной службой здравоохранения Великобритании.

## Взгляды и идеи

### Модели действия лекарств
По мнению Джоанны Монкрифф, существуют две модели действия лекарств: с фокусом на болезни и с фокусом на эффекте самого лекарства. В психиатрической практике во второй половине XX века был осуществлён переход от модели с фокусом на действии психотропных препаратов (лекарствоцентричной) к модели с фокусом на болезни (болезнецентричной), хотя никаких строго научных оснований для этого не было.
Модель действия лекарства с фокусом на болезни предполагает, что лекарство устраняет патологические причины болезни. Примером такой модели являются антибиотики, которые уничтожают в организме вредоносные бактерии. Другая модель действия основана на способности лекарства или наркотика создавать изменённое состояние сознания, которое в некоторых случаях может быть полезно и ослаблять проявление симптомов. Примером такого действия является умеренное употребление алкоголя на вечеринке, помогающее человеку снизить социальную тревожность и легче общаться с людьми. 
В своей книге «Миф о химическом лечении» Джоанна Монкрифф утверждает, что до начала широкого использования нейролептиков, антидепрессантов и других современных психотропных препаратов в поле психиатрии доминировала лекарствоцентричная модель действия. Никто не делал заявлений, что барбитураты или хлоральгидрат, применявшиеся тогда в психиатрических учреждениях, излечивают людей, устраняя причины психических расстройств. Их расценивали как седативные средства, которые могут успокоить взбудораженных пациентов и помочь им уснуть. Однако после «психофармакологической революции» — изобретения нейролептиков и антидепрессантов — восприятие модели действия психотропных препаратов серьёзно изменилось. Их стали воспринимать уже не как вспомогательные средства, подавляющие симптомы, а как настоящие лекарства, которые устраняют причины таких психических расстройств, как шизофрения или депрессия.
По мнению Монкрифф, одной из причин подобной трансформации взглядов на психофармакологию и смены модели действия психотропных препаратов с лекарствоцентричной на болезнецентричную послужил ряд гипотез о природе психических расстройств. В частности, речь идёт о дофаминовой гипотезе шизофрении и серотониновой гипотезе депрессии. Существовали предположения, что нейролептики излечивают, понижая уровень дофамина, который повышен у людей с шизофренией. Позже дофаминовая гипотеза в её изначальном виде была отвергнута, однако само восприятие нейролептиков как лекарств, действующих именно на причины психических расстройств, не изменилось. Монкрифф утверждает, что нейролептики и другие психотропные препараты действуют, создавая изменённое состояние сознания, и пока нельзя заявлять о возможном лечебном эффекте, действующем на причину расстройства.

### Нейролептики
Джоанна Монкрифф написала книгу под названием «Горькие таблетки: тяжёлая история нейролептиков», где подробно рассказала о нейролептиках, их изобретении и истории, а также принятых практиках применения. В книге она утверждает, что в сфере психиатрии на протяжении долгого времени положительные эффекты нейролептиков переоценивались, а негативные эффекты преуменьшались и замалчивались. Недостаточно внимания уделялось рискам поздней дискинезии, которую некоторые психиатры объявляли следствием самой шизофрении, а не побочным эффектом от употребления нейролептиков. Также Монкрифф утверждает, что в повседневной рутине психиатрической больницы нейролептики стали своеобразной «химической смирительной рубашкой», средством, с помощью которого персоналу проще справляться с пациентами, особенно если те беспокойны или агрессивны.
Несмотря на достаточно критическую оценку эффективности нейролептиков, Монкрифф тем не менее признаёт, что в определённом контексте их применение может быть оправданным и улучшать качество жизни пациента, способствовать ремиссии. В таких случаях люди сами чувствуют облегчение от того, что под действием нейролептиков неприятные галлюцинации или навязчивые мысли ослабли или исчезли. Монкрифф призывает пересмотреть принятые в психиатрии подходы, подразумевающие частое и длительное назначение нейролептиков людям с разными расстройствами, и использовать эти психотропные препараты осторожно, выборочно и по возможности краткосрочно, а также объяснять пациентам все их негативные эффекты, чтобы люди могли принять информированное решение. Некорректным, по мнению Монкрифф, является и позиционирование фармакотерапии нейролептиками как метода лечения причин расстройств, а не определённого воздействия на некоторые симптомы.